# Aarón Galindo
Aarón Galindo Rubio (ur. 8 maja 1982 w mieście Meksyk) – meksykański piłkarz występujący na pozycji środkowego obrońcy.

## Kariera klubowa
Galindo już w wieku 6 lat związany był z futbolem, wówczas jego klubem był Cruz Azul. Debiut w pierwszym zespole miał miejsce w 2002 roku a już rok później był podstawowym piłkarzem w rozgrywkach Clausura.
Latem 2006 roku piłkarz związał się z klubem Hércules CF, który brał udział w rozgrywkach Segunda División. Jego przygoda na Półwyspie Iberyjskim nie trwała jednak zbyt długo, ponieważ Galindo większość spotkań przesiadywał na ławce rezerwowych.
W lutym 2007 roku Meksykanin podpisał kontrakt ze szwajcarskim Grasshoppers Zurych. Jego debiut w Swiss Super League miał miejsce 17 lutego w meczu przeciwko FC Thun. W 49 minucie zdobył pierwszą bramkę dla swojej drużyny, a Grasshopper wygrał mecz 2:0.
28 lipca 2007 Galindo podpisał dwuletni kontrakt z niemieckim Eintrachtem Frankfurt. W Bundeslidze zadebiutował 7 października w wygranym 2:1 domowym meczu z Bayerem 04 Leverkusen.
Wiosną 2009 Galindo powrócił do Meksyku, podpisując kontrakt z drużyną C.D. Guadalajara. W jej barwach w ciągu półtorarocznego okresu rozegrał 39 spotkań i trzykrotnie wpisał się na listę strzelców. Sezony Apertura 2010 i Clausura 2011 spędził w rezerwach klubu.
Latem 2011 29–letni zawodnik został piłkarzem Santos Laguna.

## Kariera reprezentacyjna
Galindo regularnie powoływany był do reprezentacji Meksyku, a w 2004 roku wystąpił na Igrzyskach Olimpijskich w Atenach.
W 2005 roku rozegrał dwa spotkania w Pucharze Konfederacji, jednak wraz ze swoim kolegą (zarówno klubowym jak i reprezentacyjnym) Salvadorem Carmoną zostali odsunięci od kadry. Początkowo powodem miały być problemy dyscyplinarne, jednak federacja podawała, iż obaj ci piłkarze przyjmowali środki dopingowe. Obaj piłkarze byli później zawieszeni w rozgrywkach Apertura 2005, Clausura 2006 i MŚ 2006. Jednak lekarz drużyny Cruz Azul wziął odpowiedzialność na siebie, ponieważ rzekomo podał im tabletki nie mając świadomości, czemu miały służyć.